# 桌面环境
在计算机科学中，一个桌面环境（Desktop environment，有时称为桌面管理器）是对桌面比擬的实现。它由多个软件组成。一个桌面环境中的软件共享同一个图形用户界面。在一个典型的桌面环境中，这些软件提供给计算机用户视窗，文件夹，工具栏，壁纸、图标以及像拖放等服务。不同桌面环境在设计和功能上的特性会赋予其与众不同的外观和感觉。
一般封闭操作系统（如Microsoft Windows NT）所用的桌面环境是相对不可变的。但是也有主题和第三方软件可以完全更改常见界面元素的外观（比如窗口、按钮和图标）以及界面本身。在Windows中，这一切可以通过替换默认的Explorer shell来实现。

## 桌面环境实例

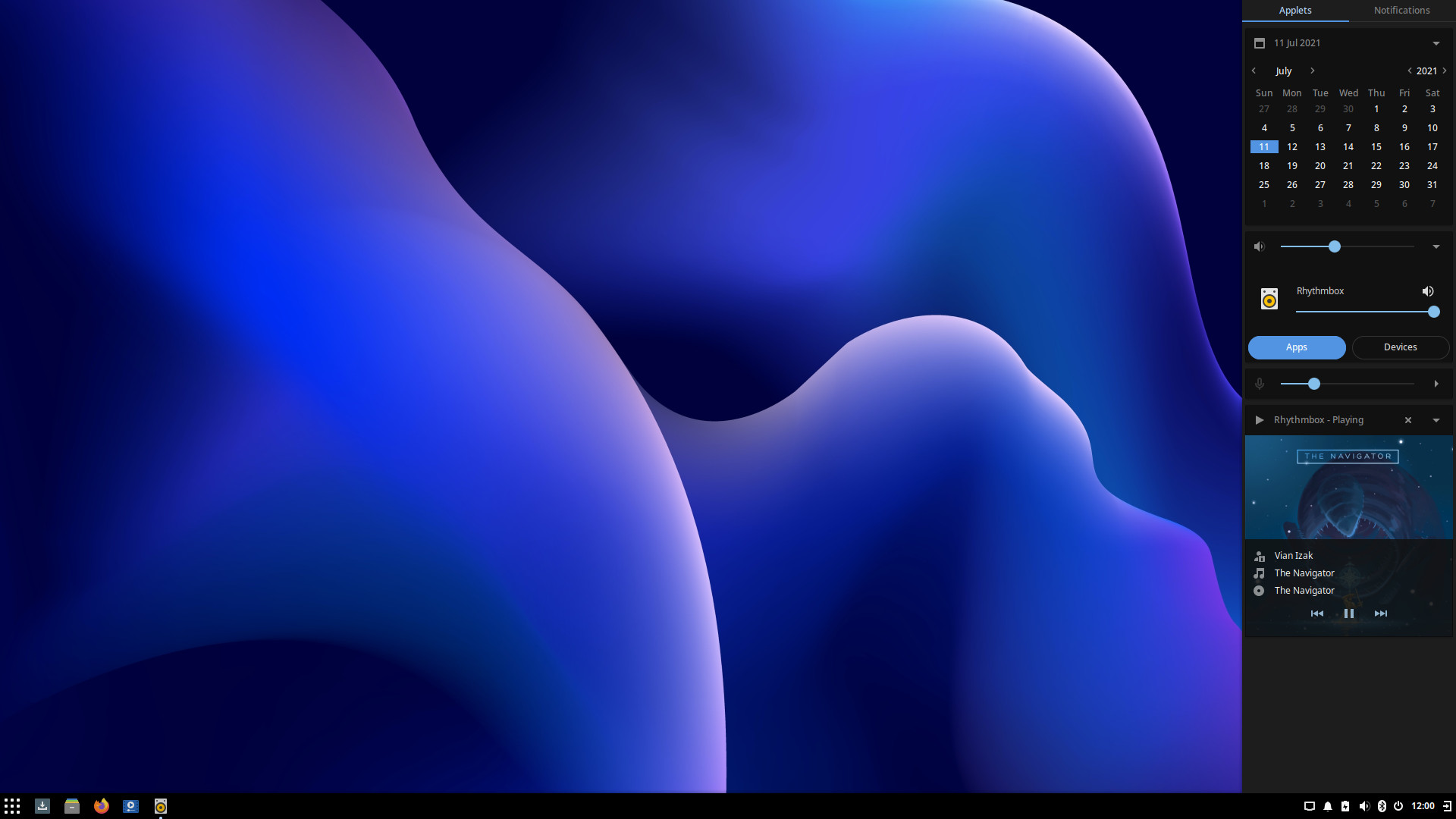
Budgie
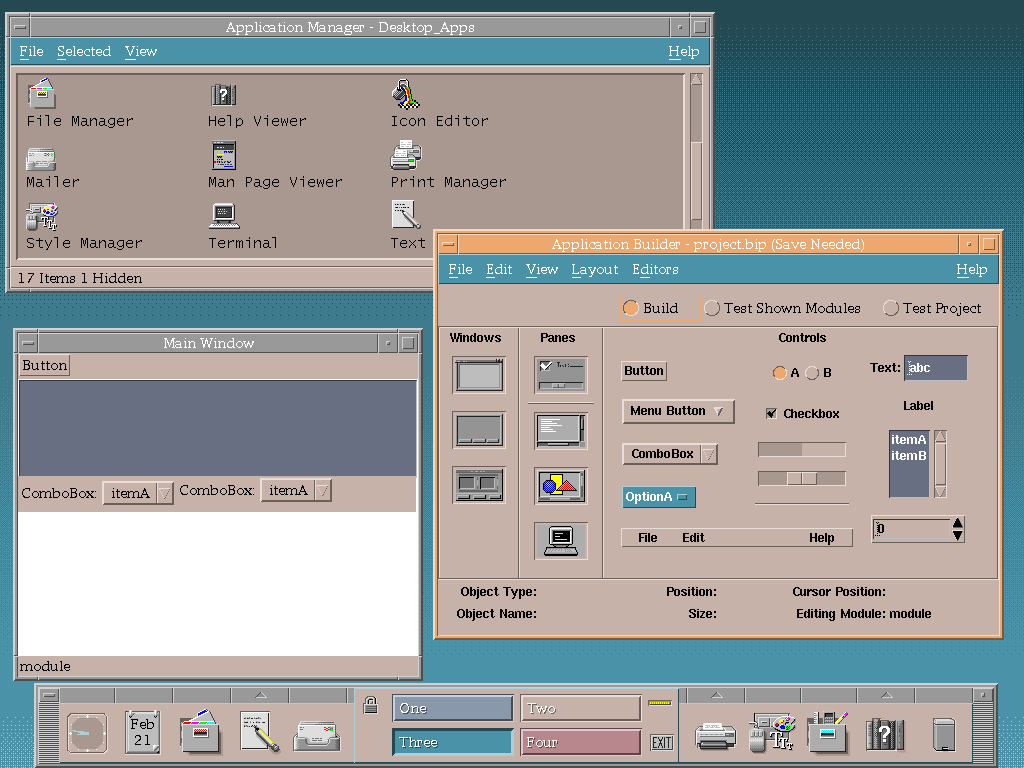
CDE
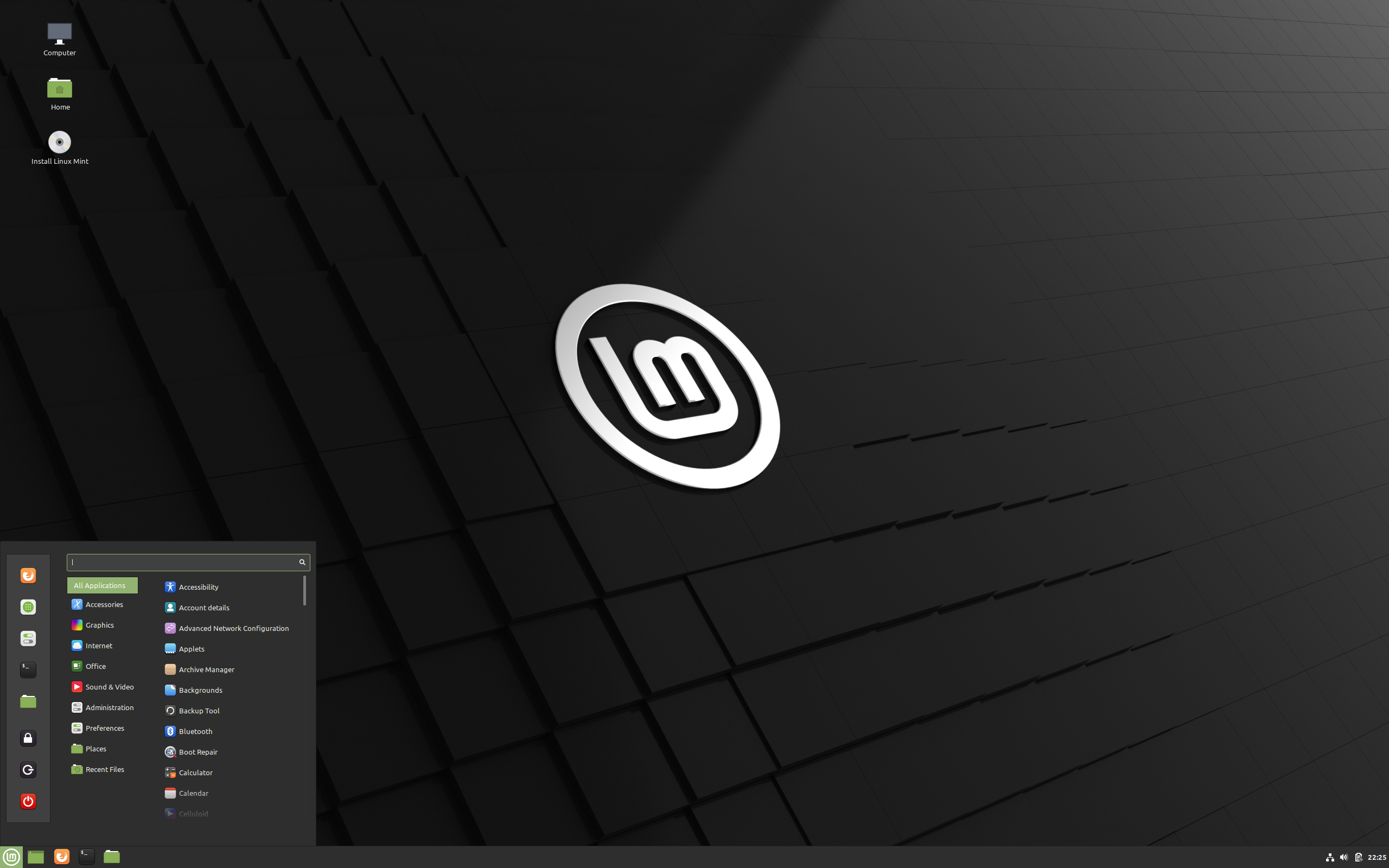
Cinnamon
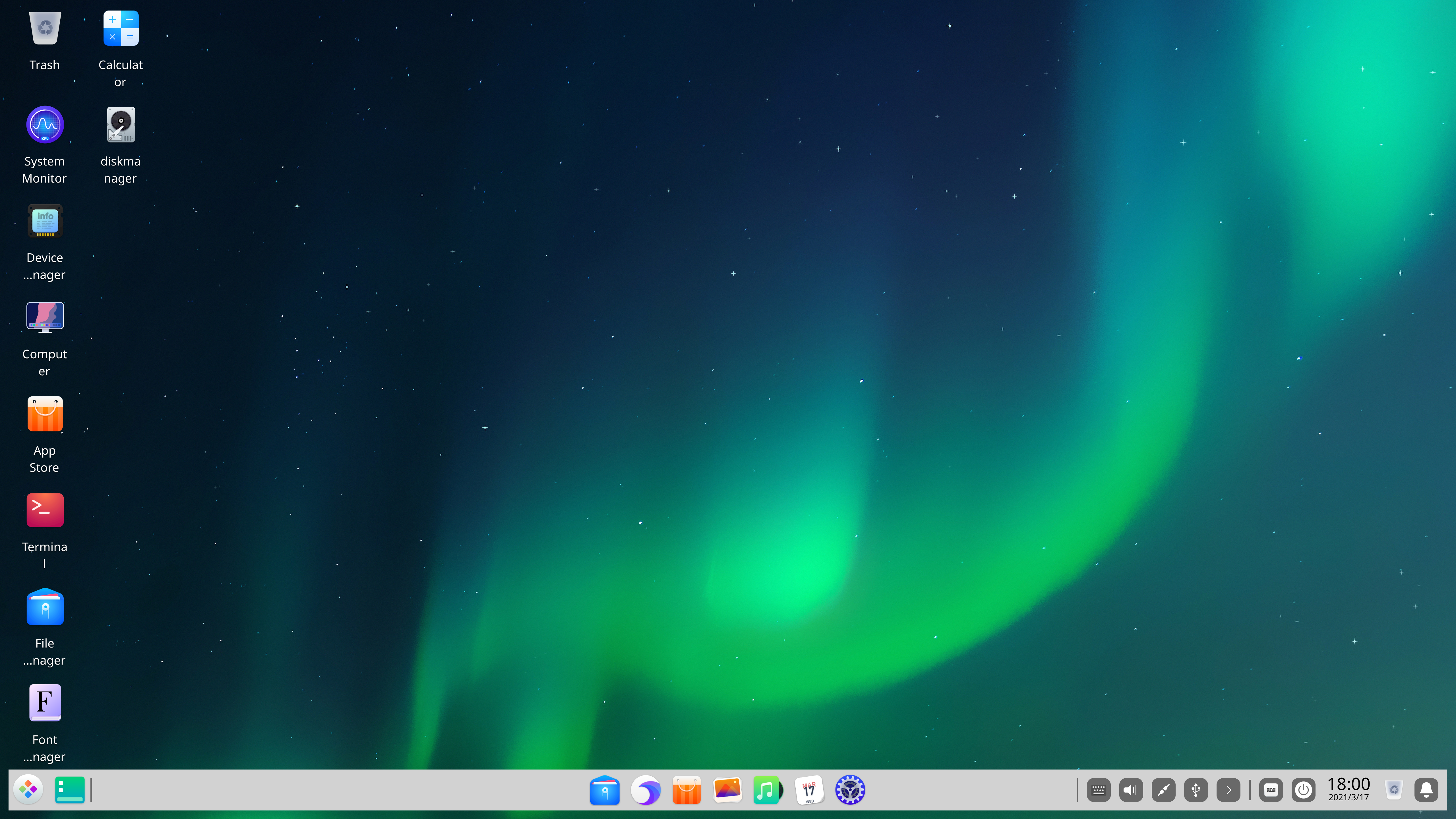
Deepin DE
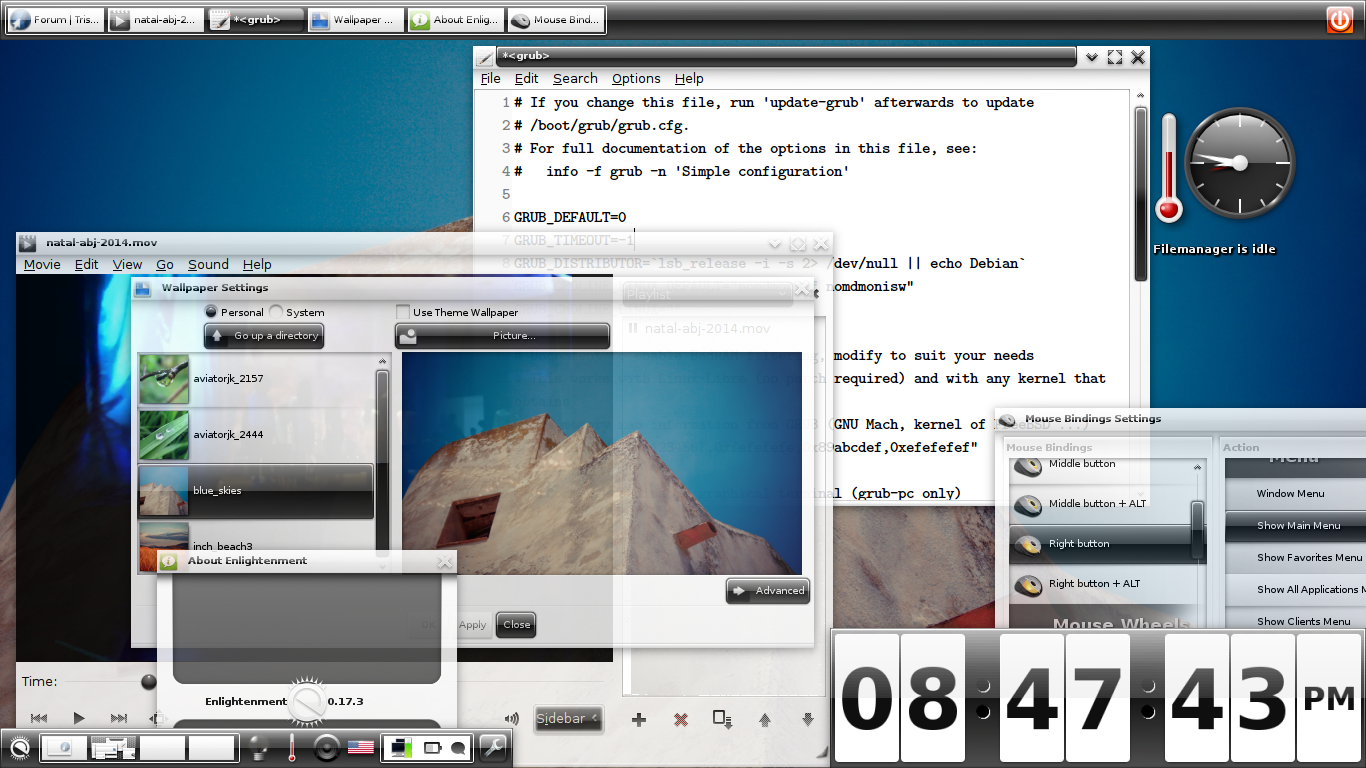
Enlightenment
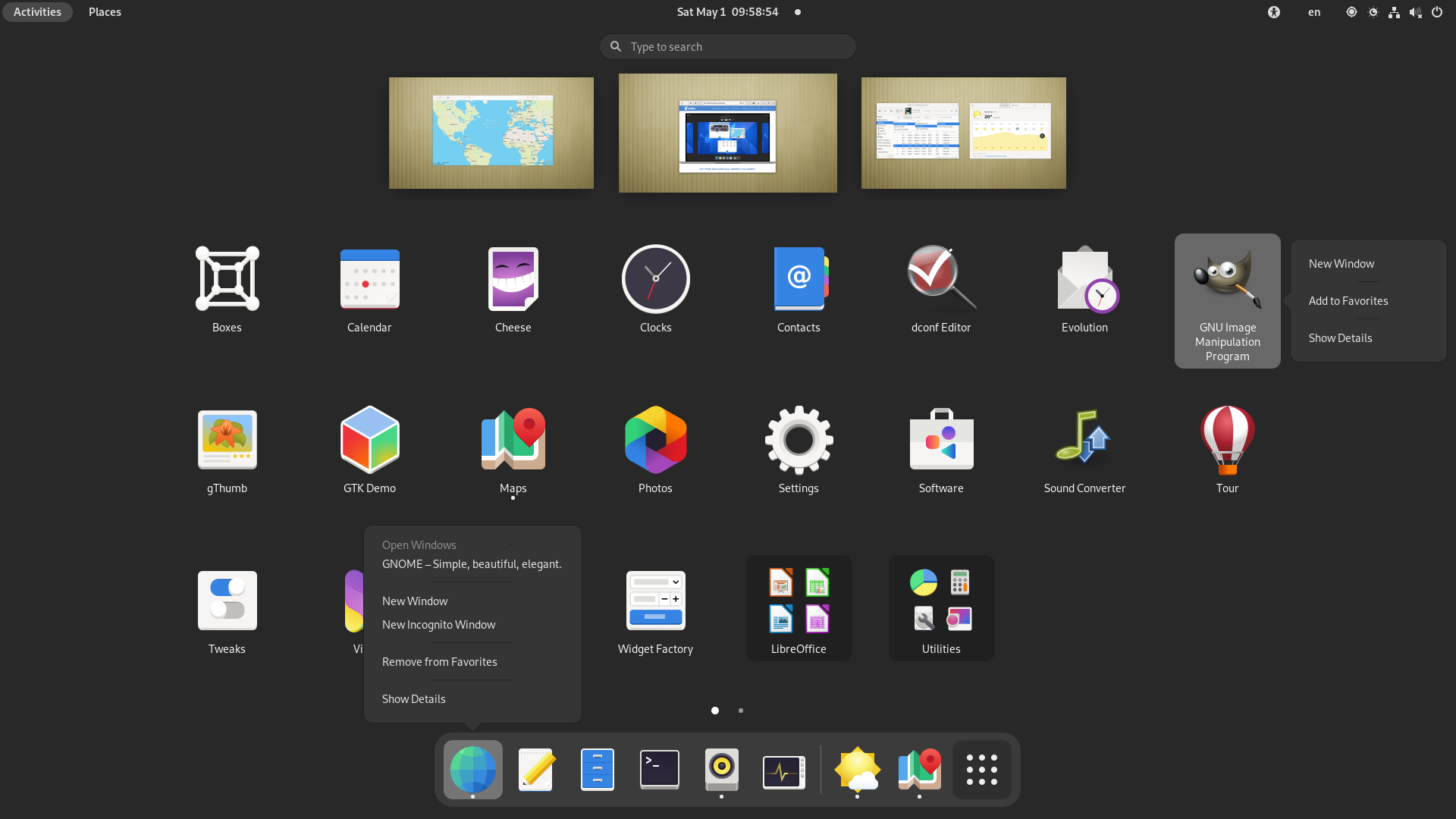
GNOME Shell
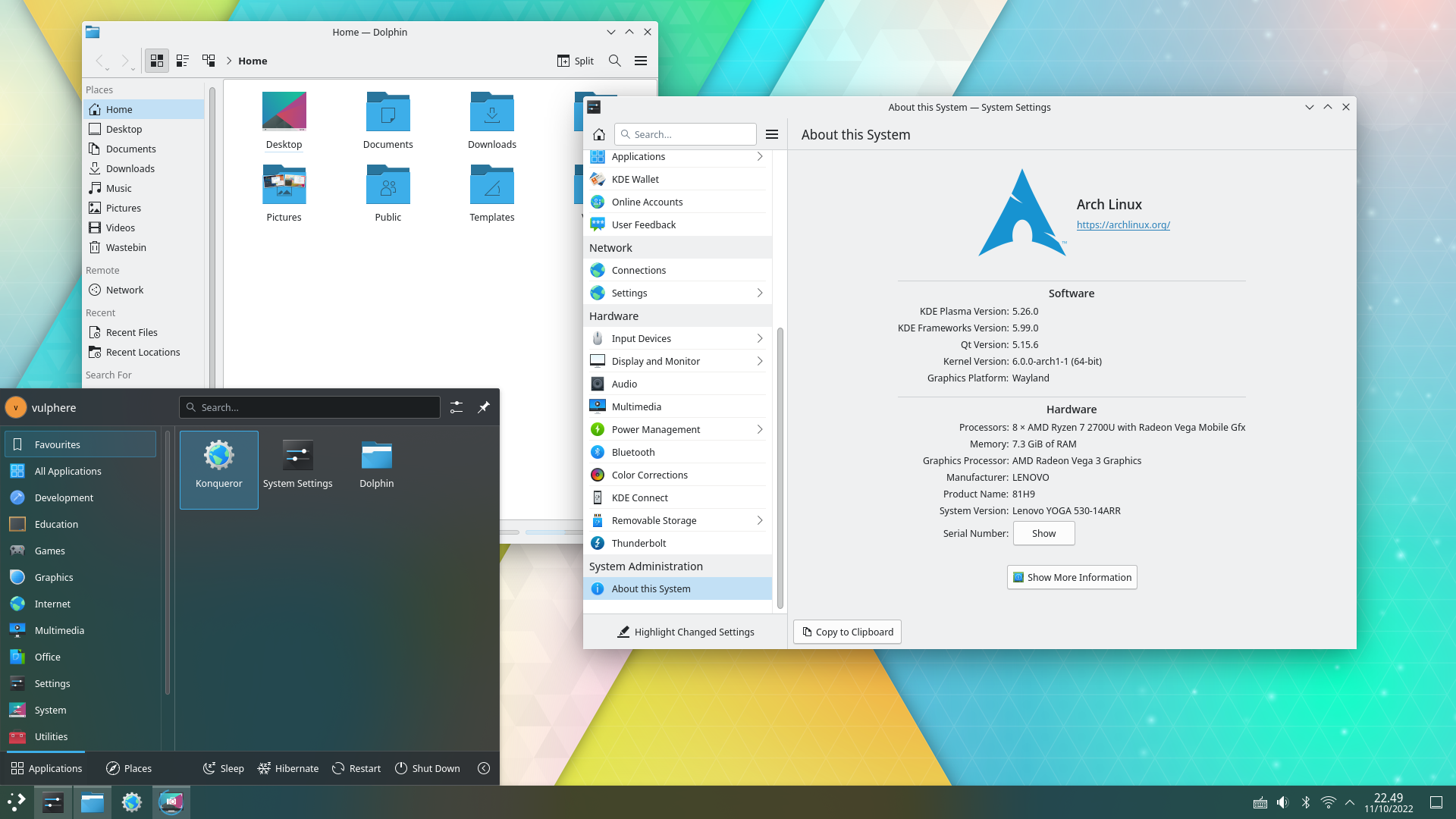
KDE Plasma 5
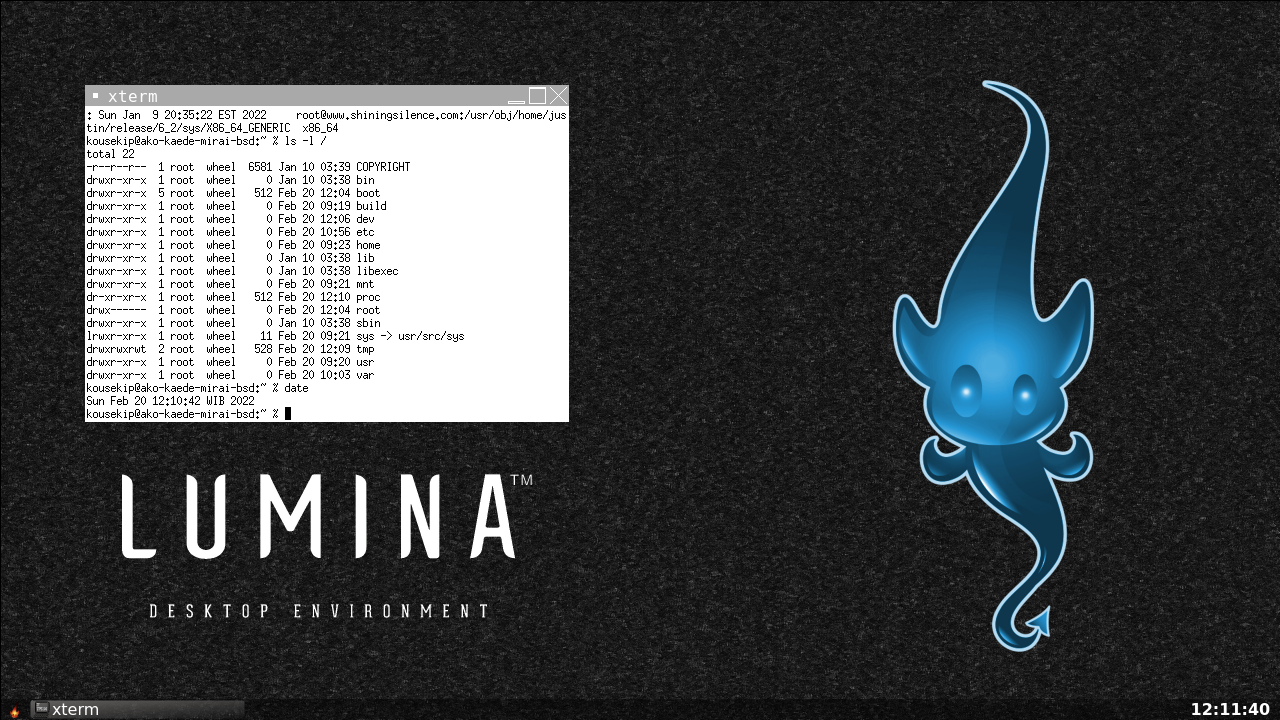
Lumina
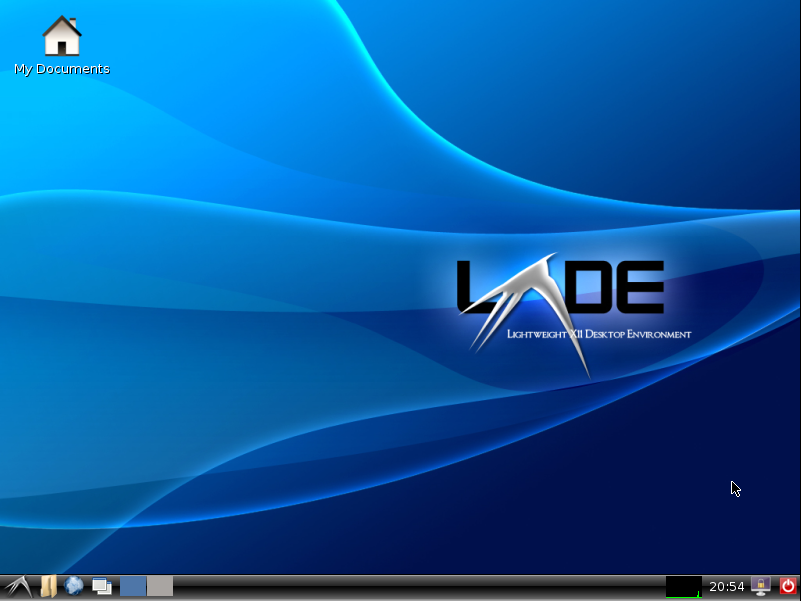
LXDE
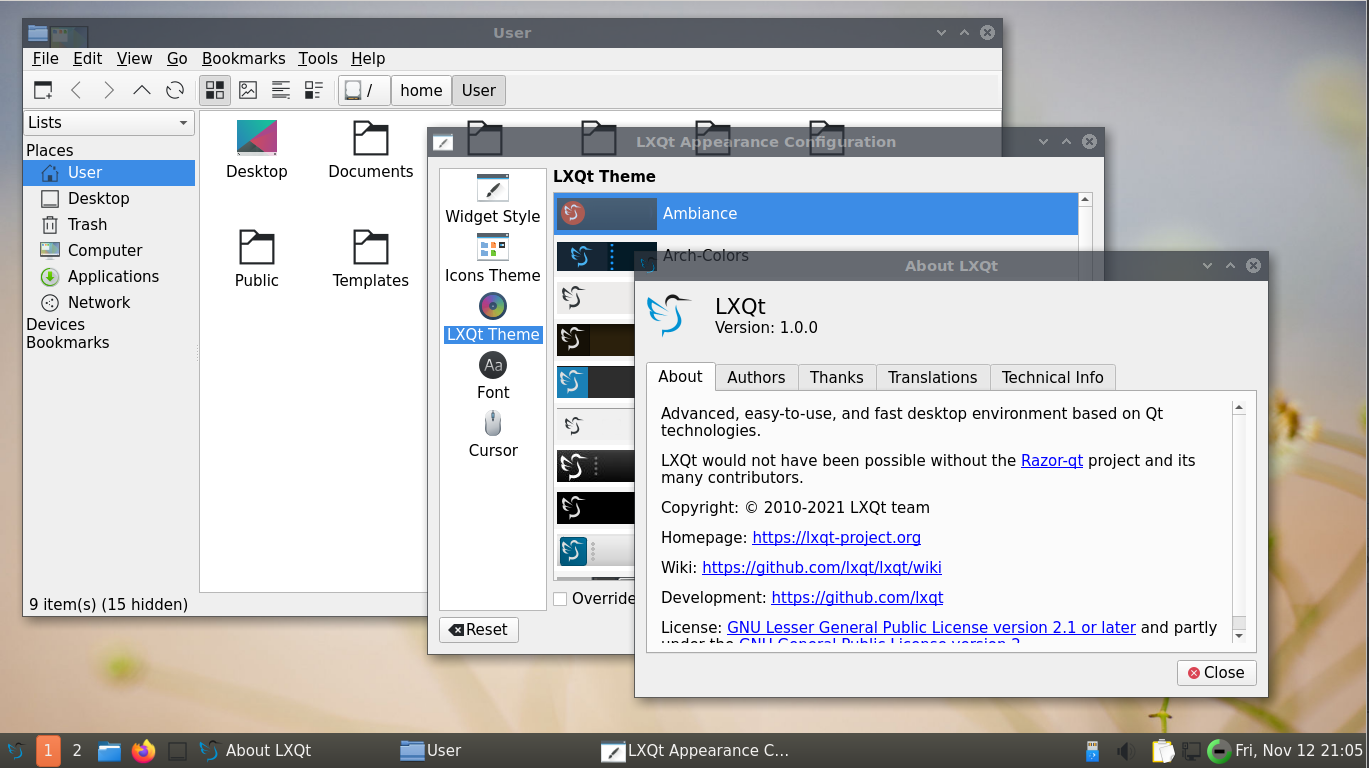
LXQt
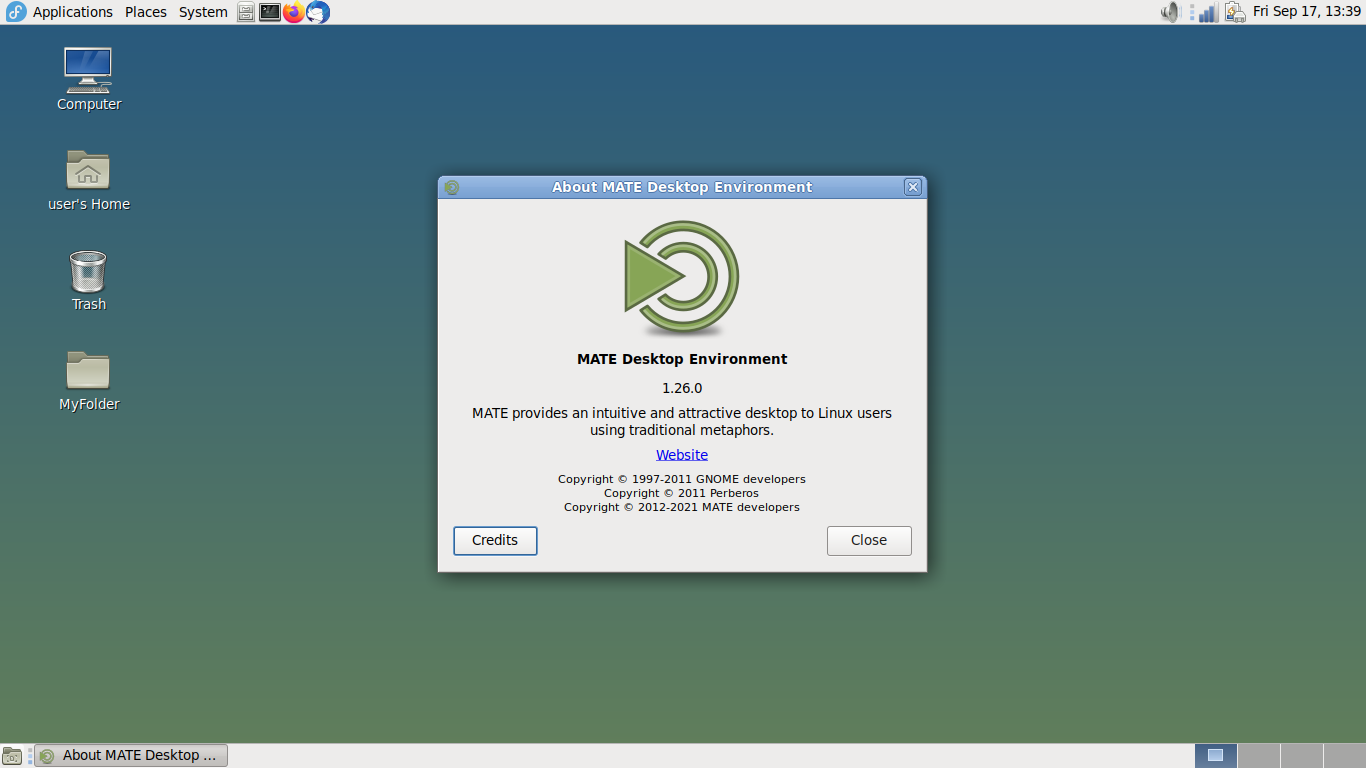
MATE
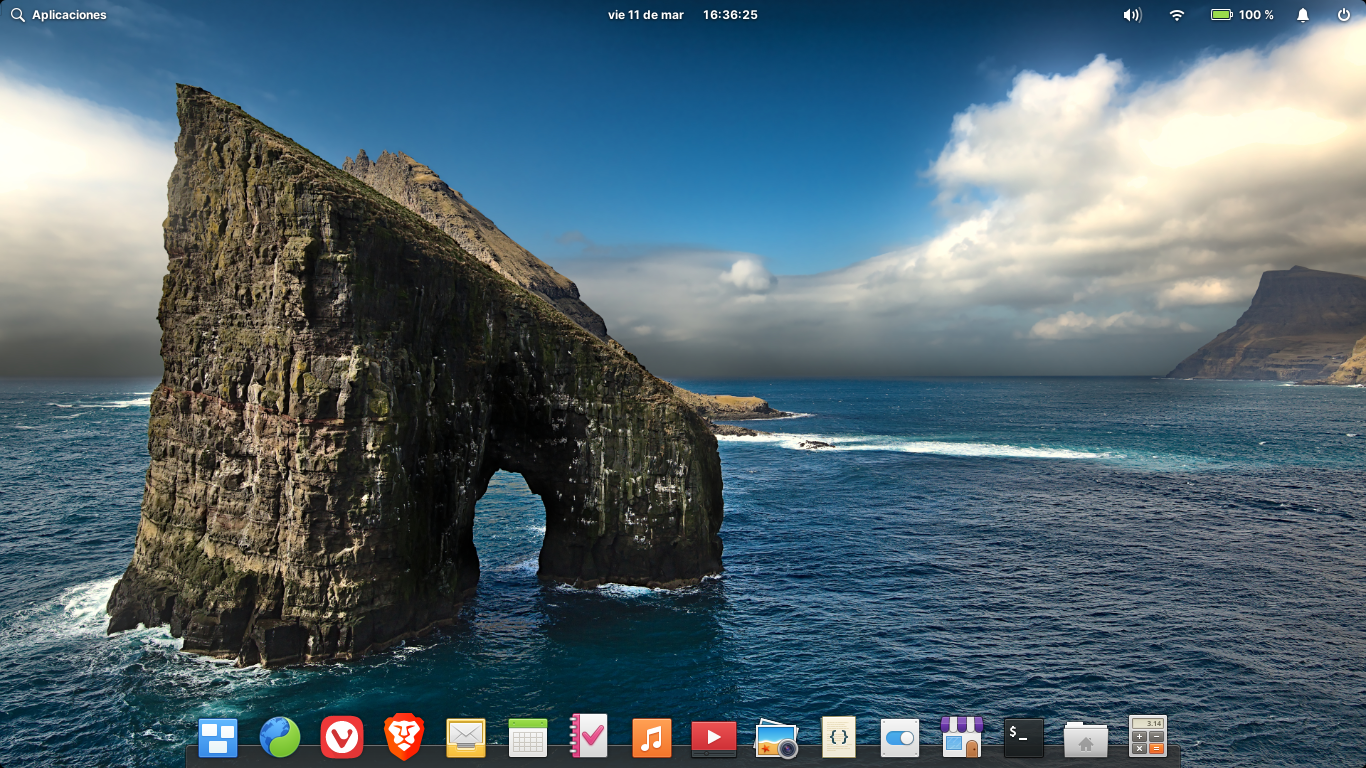
Pantheon
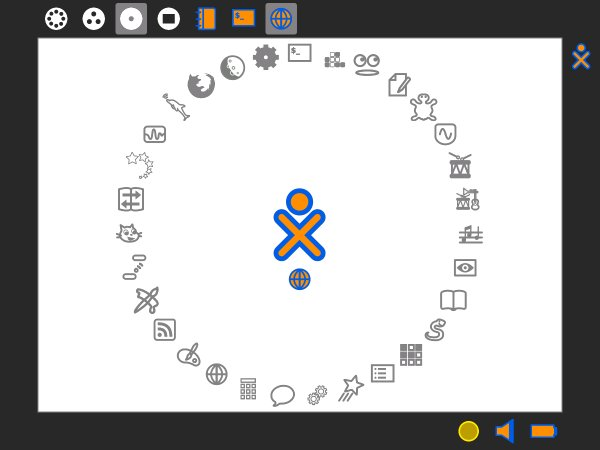
Sugar
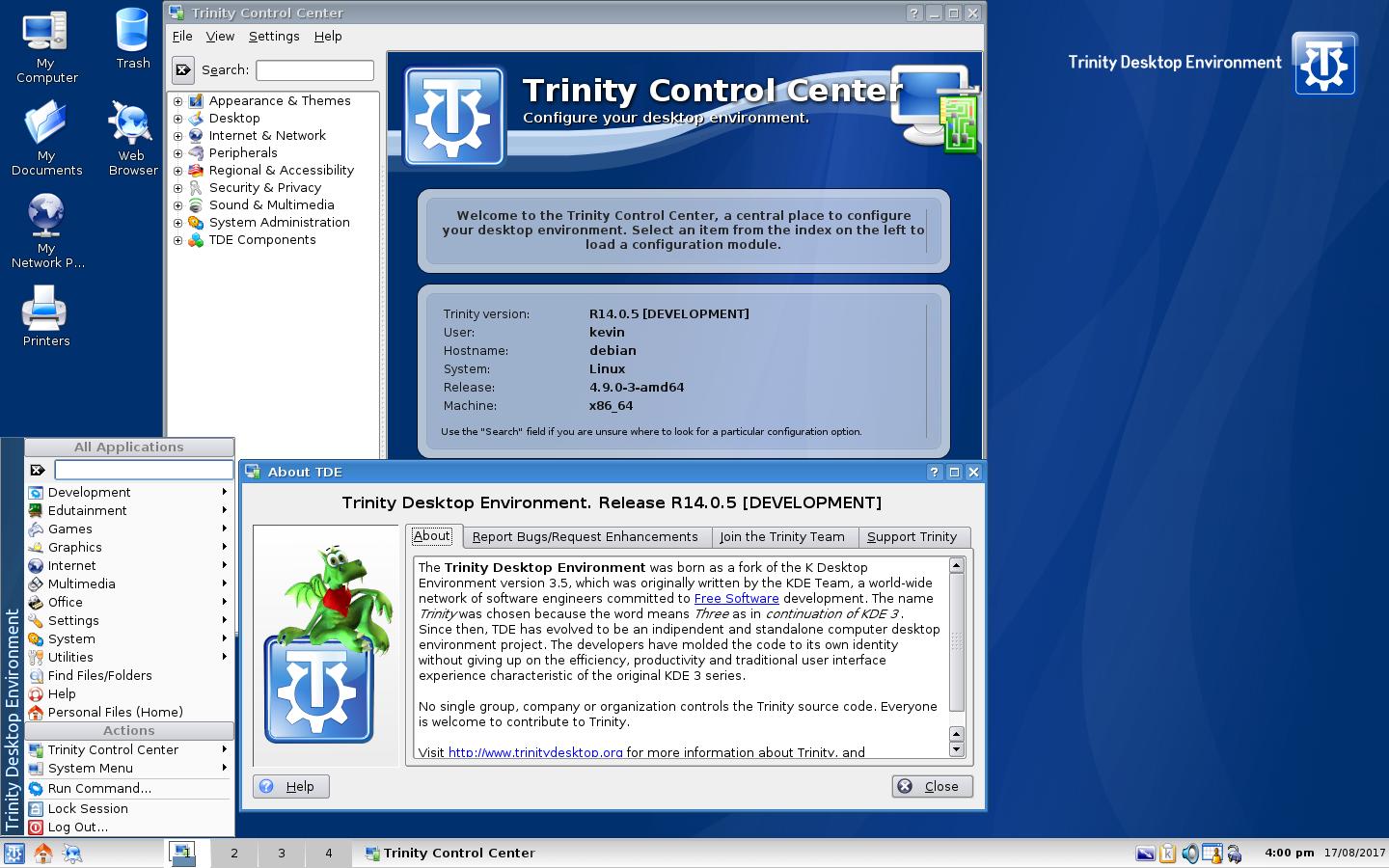
Trinity桌面環境
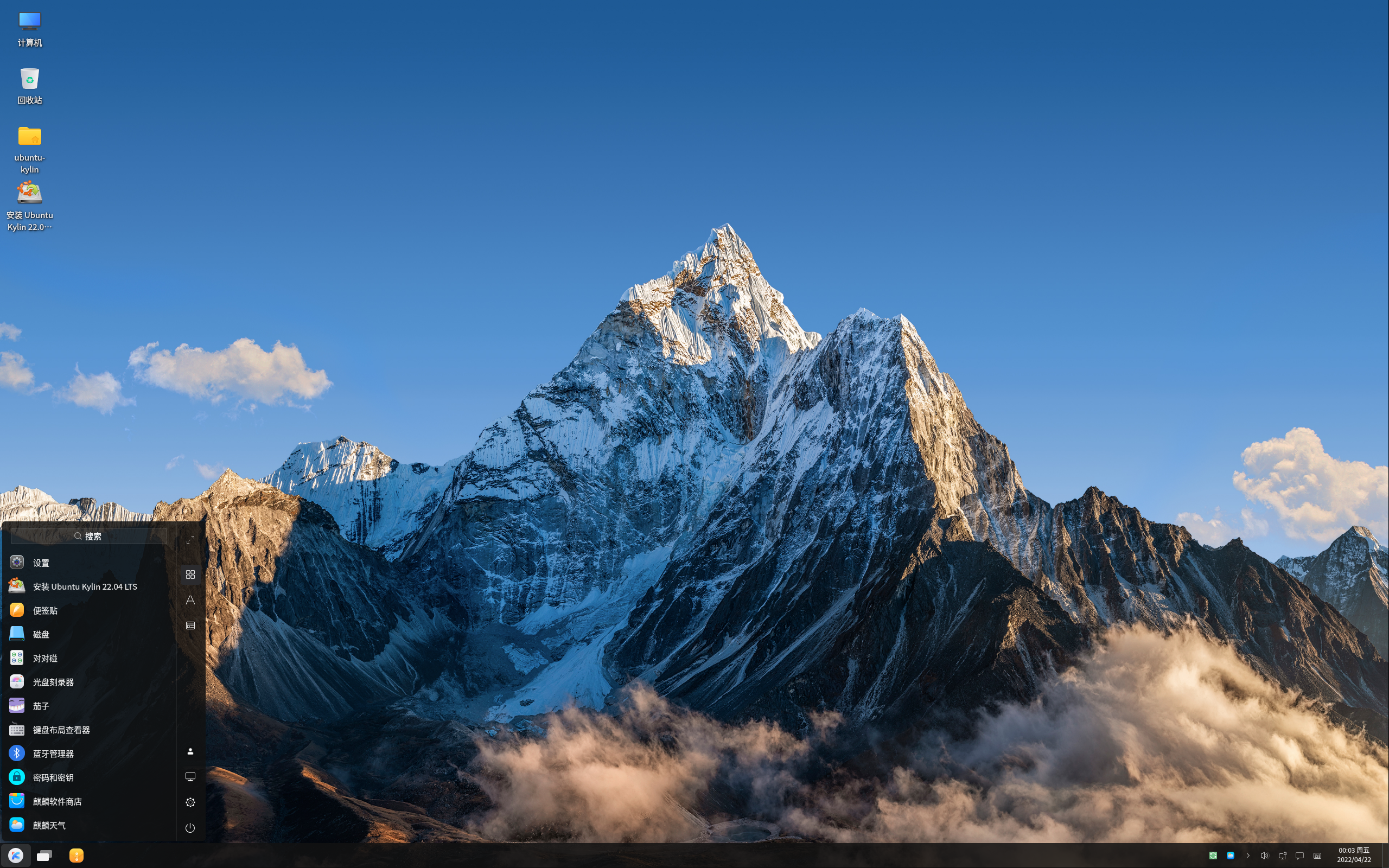
UKUI
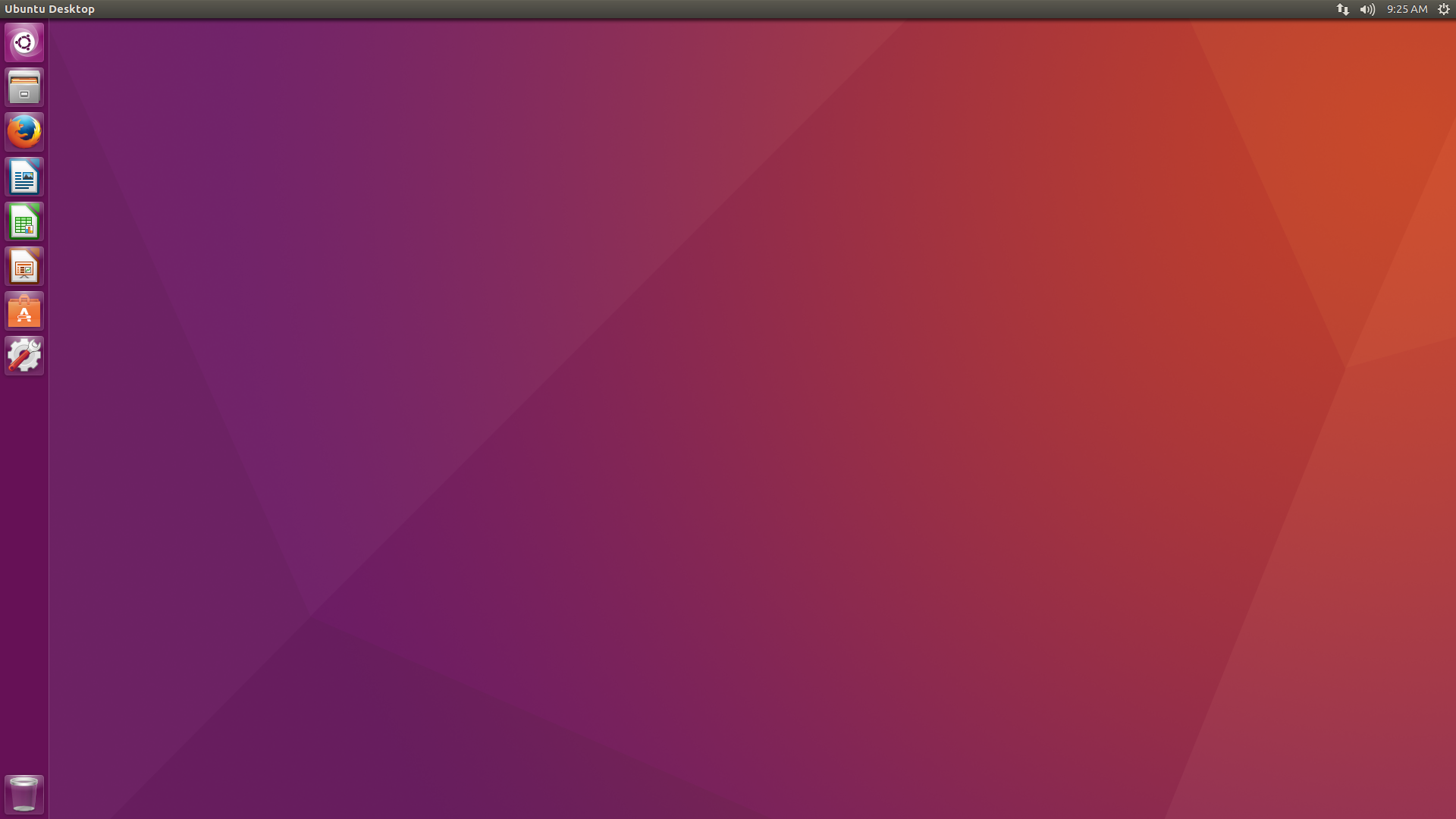
Unity
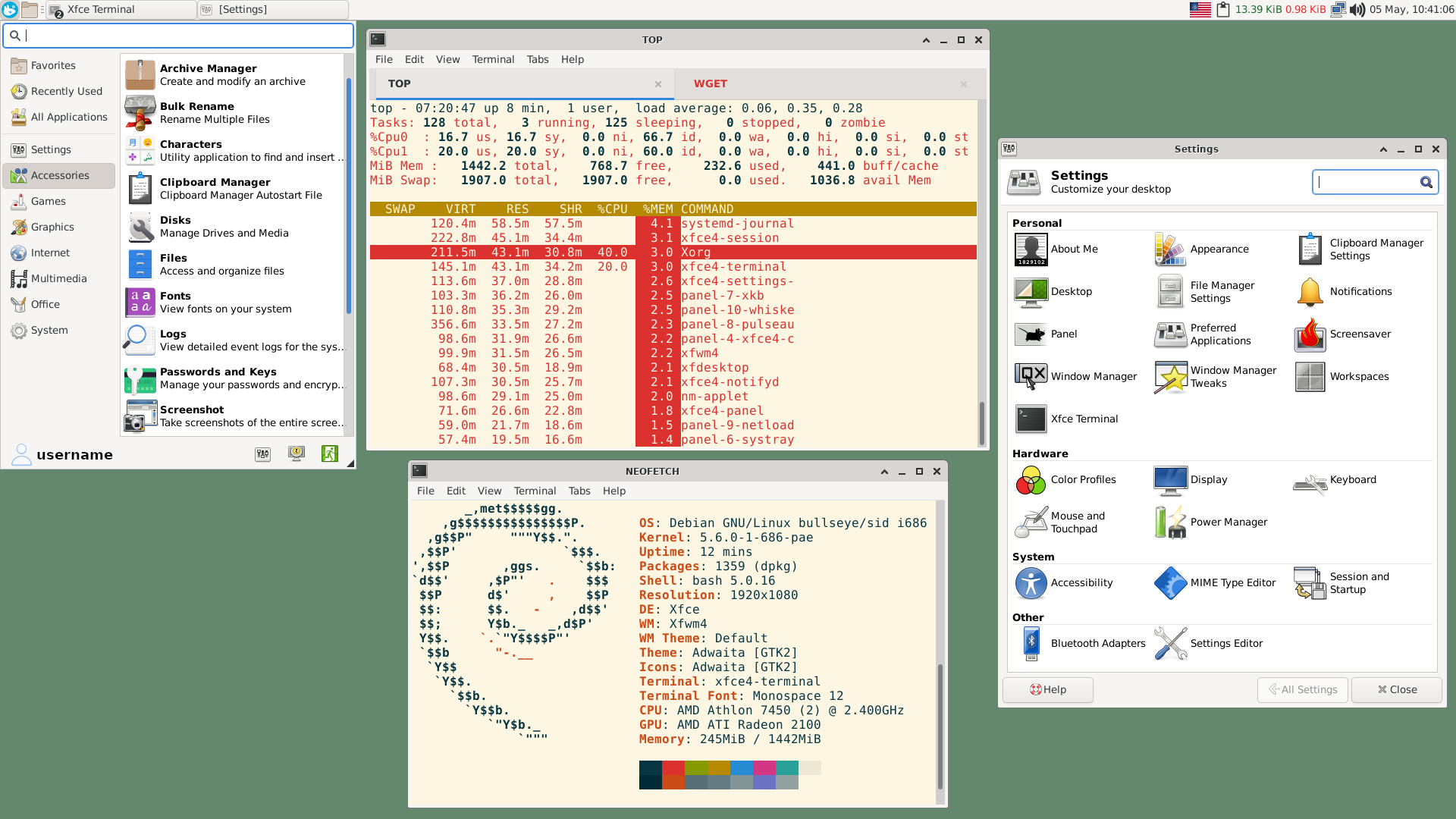
Xfce
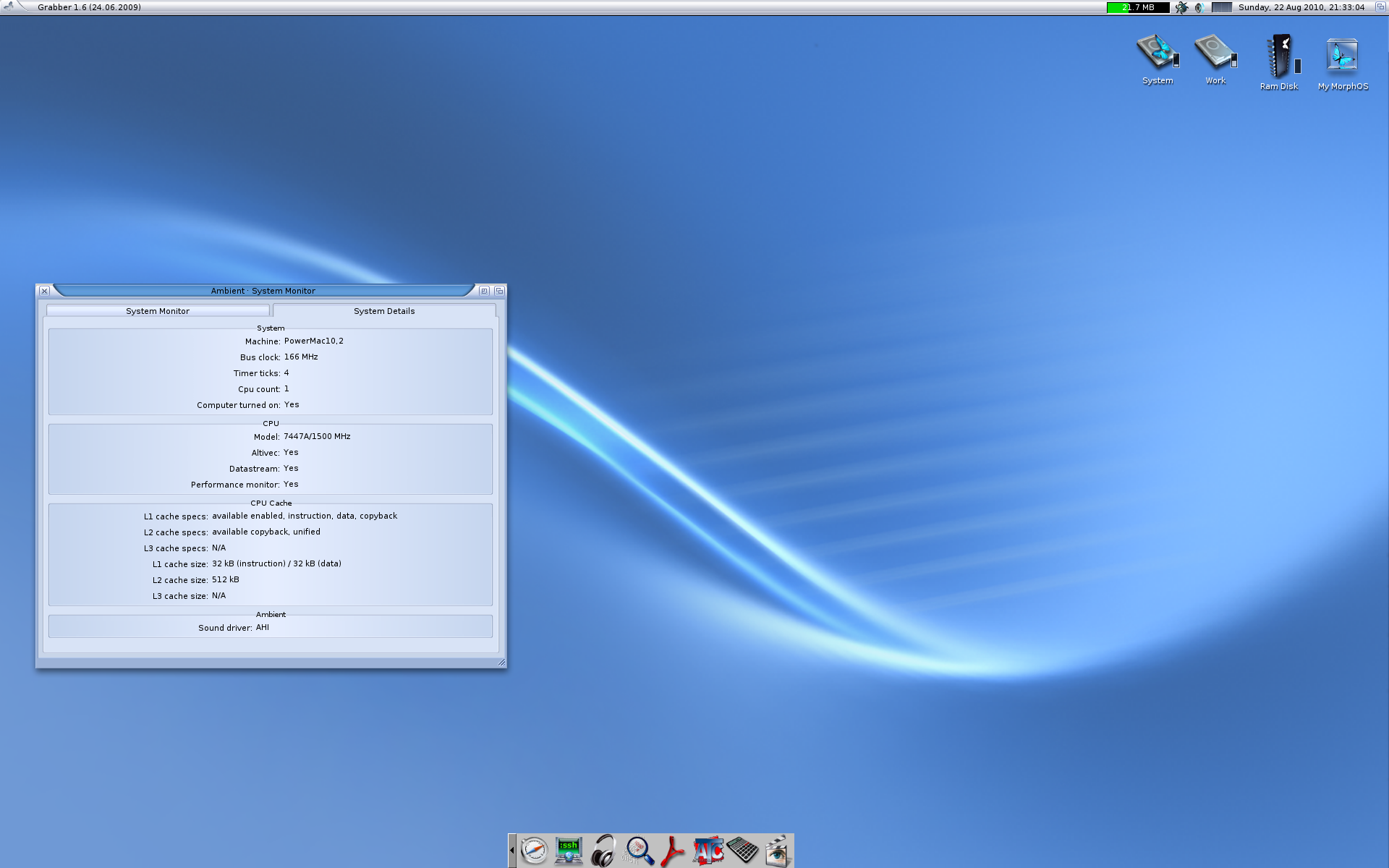
Ambient (桌面環境)（英语：Ambient (desktop environment)）
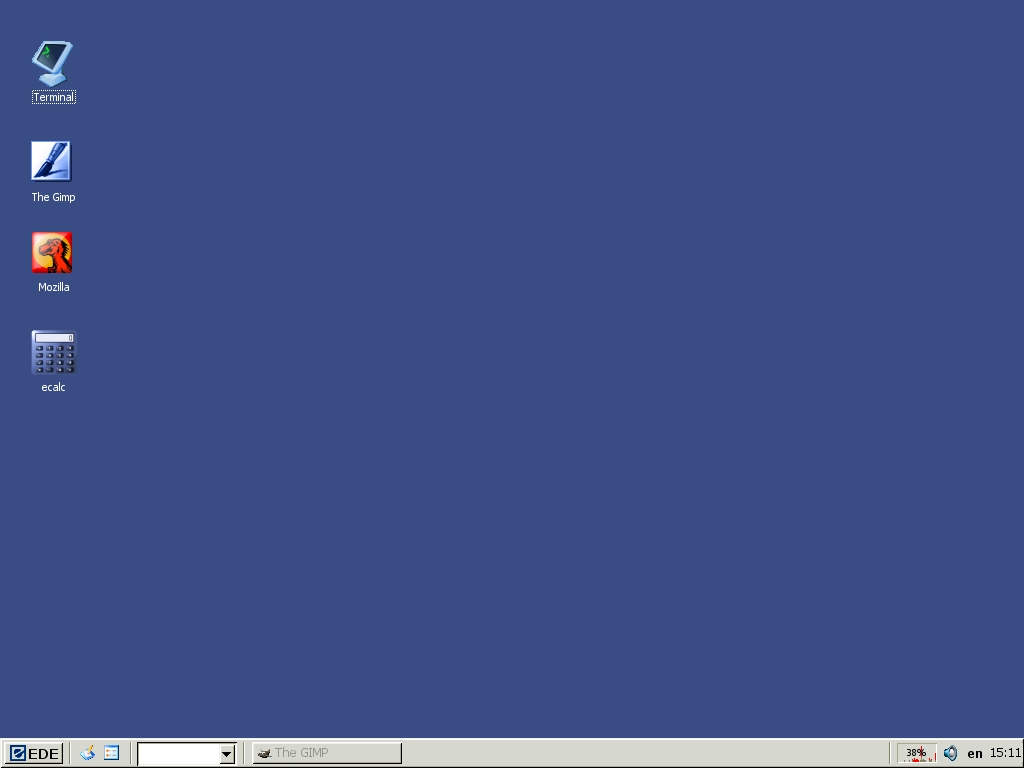
EDE
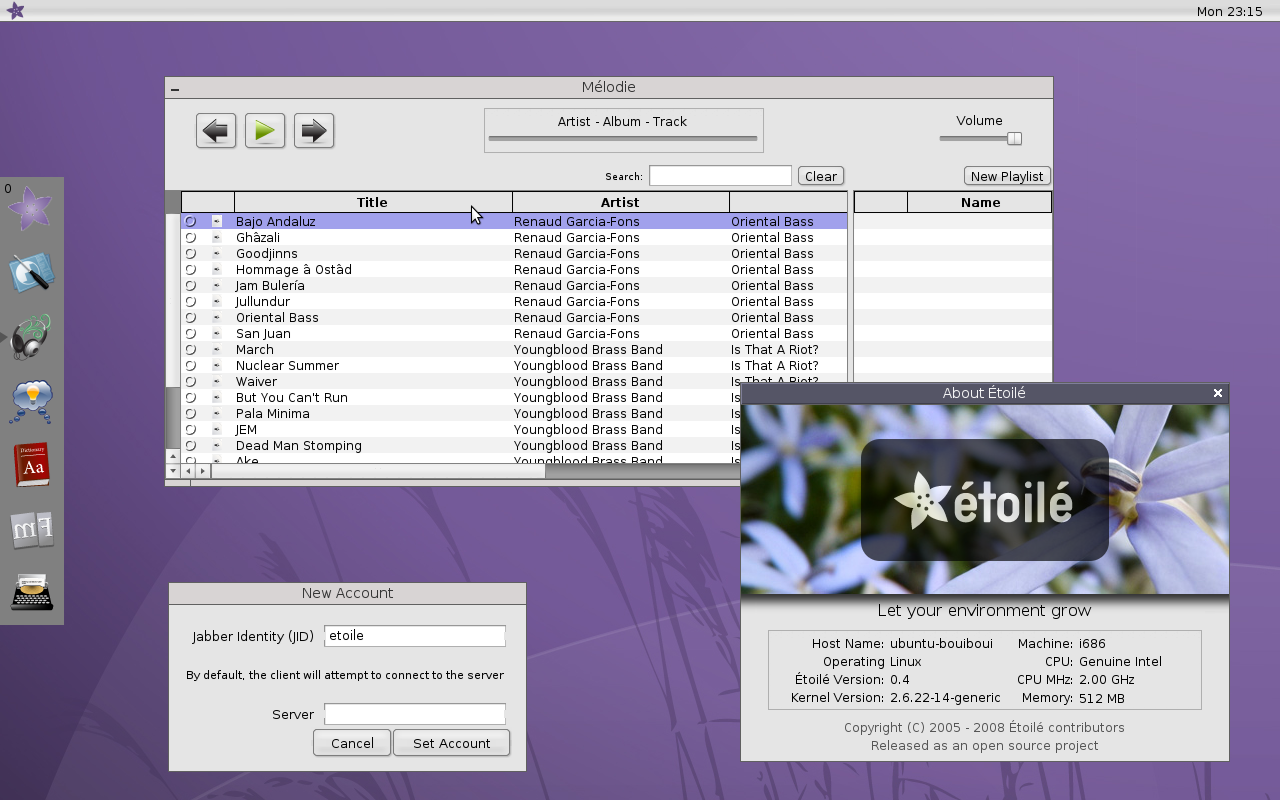
Étoilé
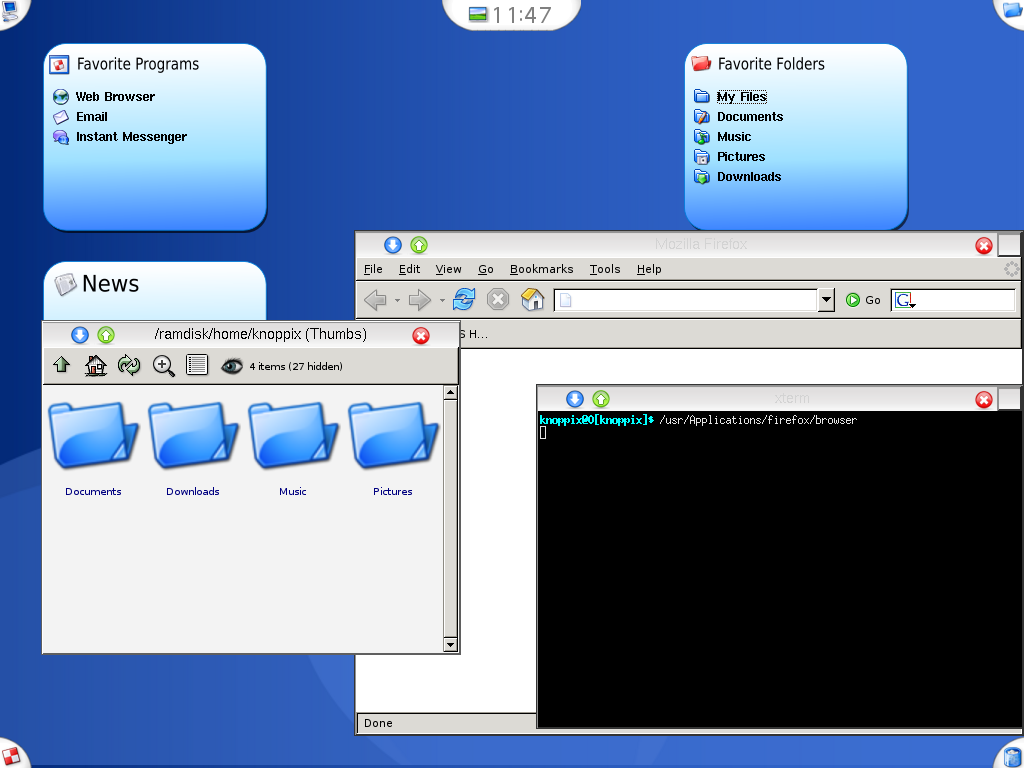
Mezzo
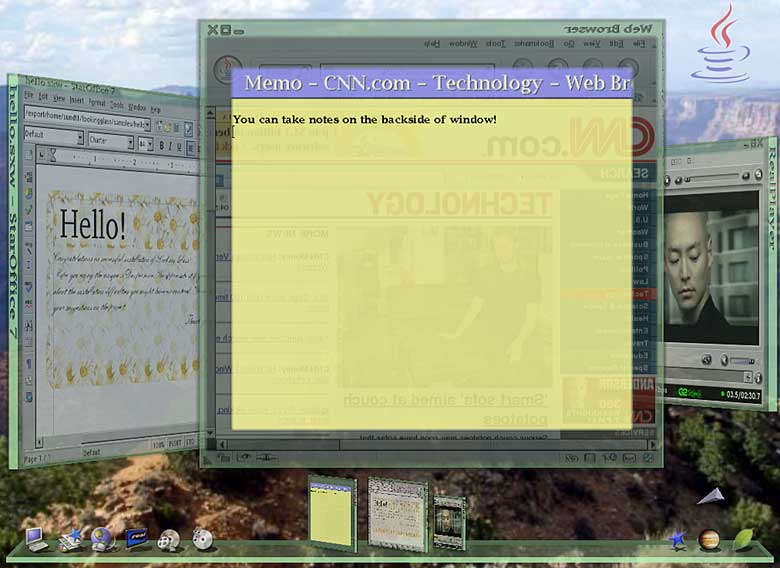
Project Looking Glass
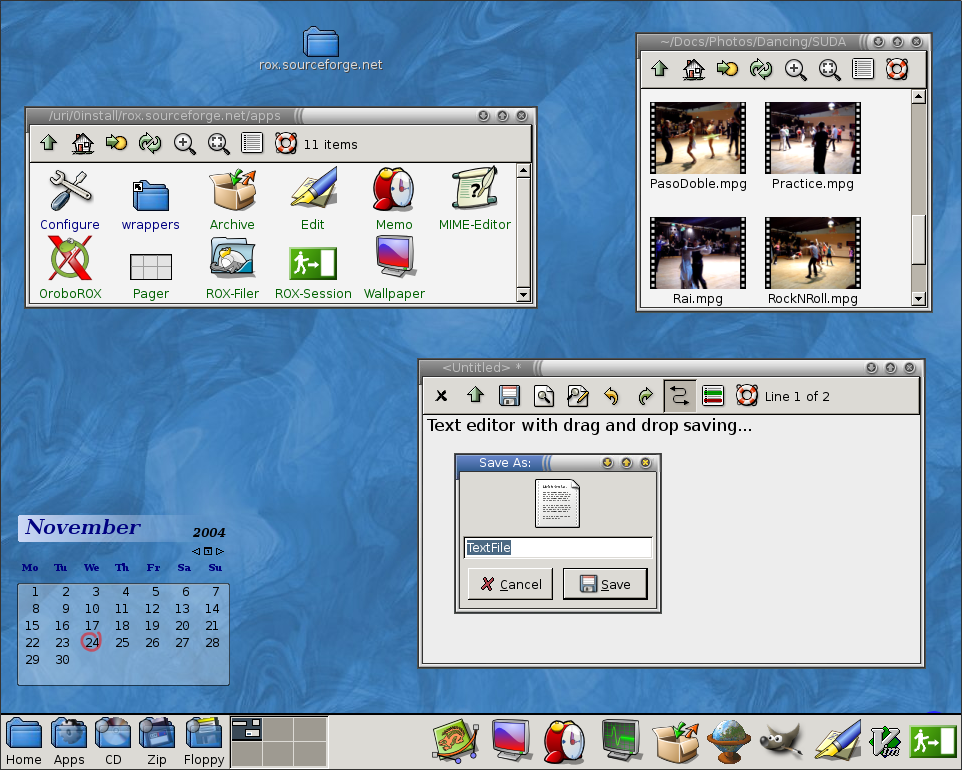
ROX Desktop

## 参見
- 視窗管理器
- 桌面定制